# Aulonium
Aulonium is een geslacht van kevers uit de familie somberkevers (Zopheridae).

## Soorten
Deze lijst is mogelijk niet compleet.
- A. bicolor
- A. bidentatum
- A. cylindricum
- A. grandis
- A. guyanense
- A. longicolle
- A. minutum
- A. parallelopedium
- A. ruficorne
- A. sulcicolle
- A. thoracicum
- A. trisulcum
- A. ulmoides
- A. vicinum